# AJ Cochran
A.J. Cochran, all'anagrafe Alec John Cochran (Saint Louis, 9 febbraio 1993), è un ex calciatore statunitense, di ruolo difensore.

## Carriera
Il 16 gennaio 2014 fu scelto nel corso del primo giro (16º assoluto) dell'MLS SuperDraft 2014 dagli Houston Dynamo. Il 5 aprile successivo ha esordito in campionato, subentrando dalla panchina nella sconfitta per 4-1 contro il FC Dallas.

## Statistiche

### Presenze e reti nei club
Statistiche aggiornate al 30 dicembre 2021.
| Stagione              | Squadra               | Campionato            | Campionato | Campionato | Coppe nazionali | Coppe nazionali | Coppe nazionali | Coppe continentali | Coppe continentali | Coppe continentali | Altre coppe | Altre coppe | Altre coppe | Totale | Totale |
| Stagione              | Squadra               | Comp                  | Pres       | Reti       | Comp            | Pres            | Reti            | Comp               | Pres               | Reti               | Comp        | Pres        | Reti        | Pres   | Reti   |
| --------------------- | --------------------- | --------------------- | ---------- | ---------- | --------------- | --------------- | --------------- | ------------------ | ------------------ | ------------------ | ----------- | ----------- | ----------- | ------ | ------ |
| 2014                  | Houston Dynamo        | MLS                   | 19         | 0          | USOC            | 2               | 0               |                    | -                  | -                  |             | -           | -           | 21     | 0      |
| 2015                  | Houston Dynamo        | MLS                   | 7          | 0          | USOC            | 3               | 0               |                    | -                  | -                  |             | -           | -           | 10     | 0      |
| Totale Houston Dynamo | Totale Houston Dynamo | Totale Houston Dynamo | 26         | 0          |                 | 5               | 0               |                    | -                  | -                  |             | -           | -           | 31     | 0      |
| 2015                  | Charleston Battery    | USL                   | 2          | 0          | USOC            | 0               | 0               |                    | -                  | -                  |             | -           | -           | 2      | 0      |
| 2016                  | Saint Louis FC        | USL                   | 27         | 0          | USOC            | 1               | 0               |                    | -                  | -                  |             | -           | -           | 28     | 0      |
| 2017                  | Saint Louis FC        | USL                   | 19         | 1          | USOC            | 3               | 1               |                    | -                  | -                  |             | -           | -           | 22     | 2      |
| Totale Saint Louis FC | Totale Saint Louis FC | Totale Saint Louis FC | 46         | 1          |                 | 4               | 1               |                    | -                  | -                  |             | -           | -           | 50     | 1      |
| 2018                  | Atlanta United 2      | USL                   | 30         | 0          |                 | -               | -               |                    | -                  | -                  |             | -           | -           | 30     | 0      |
| 2019                  | Phoenix Rising        | USLC                  | 24+2       | 0          | USOC            | 1               | 0               |                    | -                  | -                  |             | -           | -           | 27     | 0      |
| 2020                  | Phoenix Rising        | USLC                  | 12+2       | 2+0        |                 | -               | -               |                    | -                  | -                  |             | -           | -           | 14     | 2      |
| Totale Phoenix Rising | Totale Phoenix Rising | Totale Phoenix Rising | 40         | 2          |                 | 1               | 0               |                    | -                  | -                  |             | -           | -           | 41     | 2      |
| 2021                  | Indy Eleven           | USLC                  | 21         | 0          |                 | -               | -               |                    | -                  | -                  |             | -           | -           | 21     | 0      |
| Totale carriera       | Totale carriera       | Totale carriera       | 165        | 3          |                 | 10              | 1               |                    | -                  | -                  |             | -           | -           | 175    | 4      |